# Franz Schreker
Franz Schreker (23. března 1878 Monako – 21. března 1934 Berlín) byl rakouský hudební skladatel a dirigent.

## Život
Franz Schreker se narodil 23. března 1878 v Monaku jako syn dvorního fotografa Ignaze Schreckera. Ignaz Schrecker pocházel z židovské rodiny z Golčova Jeníkova v Čechách, který konvertoval ke katolicismu. Jeho žena Eleonore von Clossmann byla příslušnicí štýrské katolické šlechty. Malý Franz vyrůstal na cestách Evropou a po smrti otce se v roce 1888 přestěhoval s matkou do Vídně. V roce 1892 vstoupil na vídeňskou konzervatoř. Nejprve studoval hru na housle u Sigismunda Bachricha a Arnolda Rosé. Pokračoval studium skladby u Roberta Fuchse. Jeho prvním úspěchem bylo v roce 1901 Intermezzo pro smyčce op. 8, se kterým získal důležitou cenu sponsorovanou časopisem Neue musikalische Presse. Konzervatoř absolvoval v roce 1900 a poté se živil krátkodobými zaměstnáními. Svou první operu Flammen (Plameny) dokončil v roce 1902, ale nebyla přijata k provedení.
Schreker začal dirigovat již v roce 1895, kdy založil Spolek přátel hudby v Döblingu (Verein der Musikfreunde Döbling). V roce 1907 založil Vídeňský filharmonický sbor, který řídil až do roku 1920. S tímto sborem uvedl v premiéře např. Žalm 23, op. 14, pro sbor a orchestr Alexandra Zemlinského a Schoenbergova díla Písně z Gurre a Mír na zemi.
Uznání veřejnosti se dostalo jeho baletní pantomimě Der Geburtstag der Infantin, kterou napsal na objednávky tanečnice Grete Wiesenthal a její sestry pro otevření výstavy Kunstschau v roce 1908. Pro tyto tanečnice zkomponoval ještě několik dalších skladeb (Der Wind, Valse lente a Ein Tanzspiel (Rokoko)).
V roce 1912 měla ve Frankfurtu úspěšnou premiéru opera Der ferne Klang a v témže roce dostal nabídku vyučovat na vídeňské konzervatoři. Na počátku roku 1913 byl jmenován řádným profesorem.
První světová válka přerušila na čas úspěšně se rozvíjející kariéru skladatele, ale hned 25. dubna 1918 premiéra opery Die Gezeichneten ve Frankfurtu přesvědčila, že Schreker stále patří mezi přední soudobé světové operní skladatele. Největšího životního úspěchu dosáhl operou Der Schatzgräber z roku 1920 a Komorní symfonií, která je Schrekerovým nejhranějším dílem.
V březnu roku 1920 byl jmenován ředitelem Vysoké hudební školy v Berlíně (Hochschule für Musik Berlin). Mezi jeho studenty byli mj. Berthold Goldschmidt, Alois Hába, Jascha Horenstein, Julius Bürger, Ernst Křenek, Artur Rodziński a Stefan Wolpe.
V prvních letech Výmarské republiky vrcholila Scheckerova sláva. V té době byl druhým nejhranějším operním skladatelem po Richardu Straussovi. Jistý úpadek zájmu o Schreckerovo dílo započal chladným přijetím opery Irrelohe v Kolíně nad Rýnem a pokračoval neúspěchem opery Der singende Teufel uvedené v roce 1928 v Berlíně.
Politický vývoj v Německu spolu s rostoucím antisemitismem předznamenaly konec Schreckerovy kariéry. Premiéru opery Der Schmied von Gent v roce 1932 v Berlíně doprovázely demonstrace a tlak nacistické strany znemožnil premiéru opery Christophorus ve Freiburgu v roce 1933. (Opera byla provedena až v roce 1978.) Schrecker byl zbaven místa ředitele Musikhochschule v Berlíně i místa profesora kompozice na Akademii umění. V prosinci roku 1933 utrpěl záchvat mozkové mrtvice a 21. března 1934, dva dny před 56. narozeninami, v Berlíně zemřel. Je pohřben na hřbitově Waldfriedhof Dahlem v Berlíně.

## Dílo

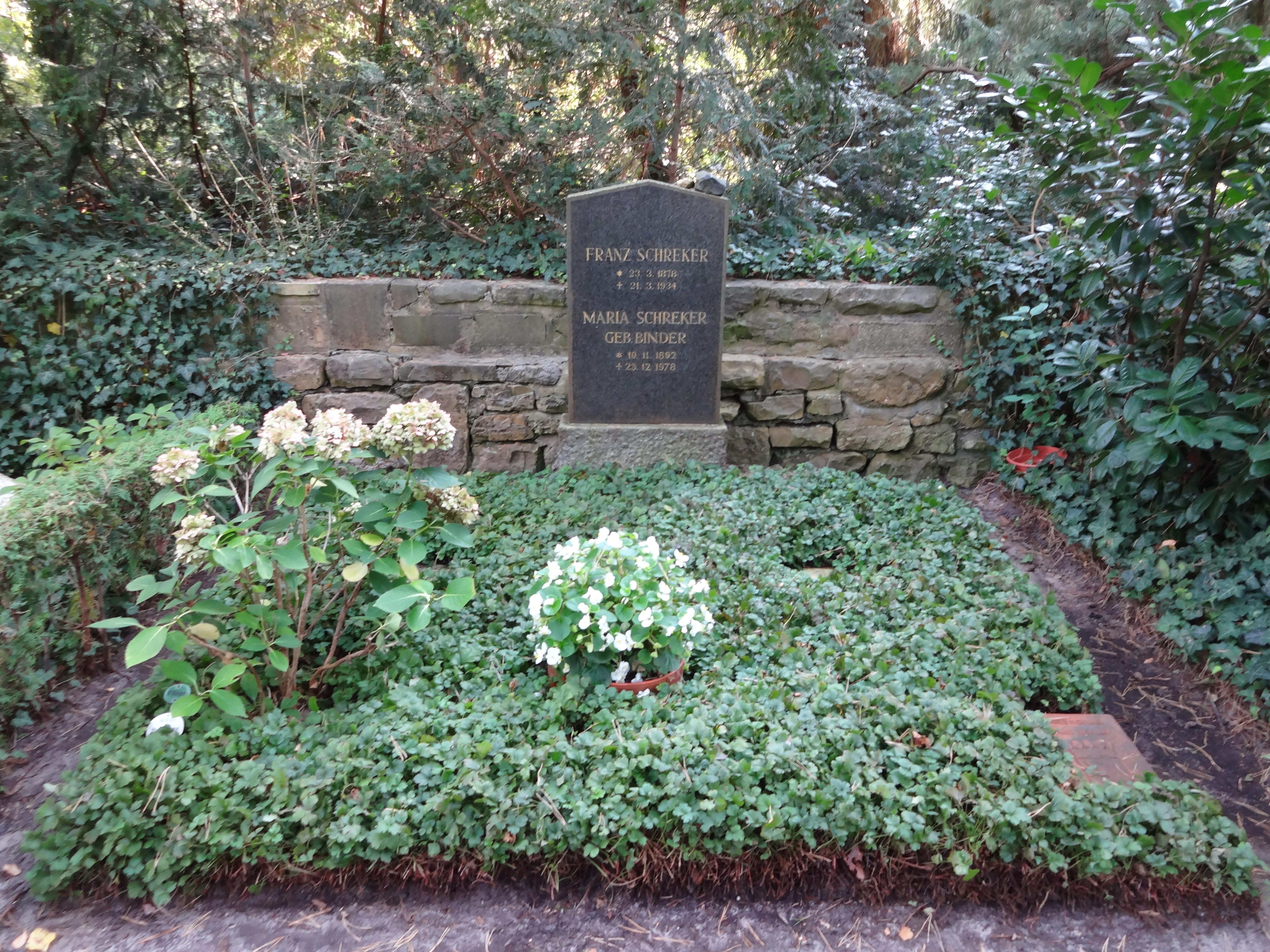
Hrob skladatele na hřbitově Waldfriedhof Dahlem v Berlíně

### Jevištní díla
Libreta, pokud není uvedeno jinak, skladatel.
- Flammen (libreto Dora Leen, Vídeň, 1902 (koncertně), Kiel, 2001 (scénicky))
- Der ferne Klang (1912, Frankfurt nad Mohanem)
- Das Spielwerk und die Prinzessin (1913, Frankfurt nad Mohanem)
- Die Gezeichneten (1918, Frankfurt nad Mohanem)
- Das Spielwerk (1920, Mnichov)
- Der Schatzgräber (1920, Frankfurt nad Mohanem)
- Irrelohe (1924, Kolín nad Rýnem)
- Der singende Teufel (1928, Berlín)
- Christophorus oder Die Vision einer Oper (1978, Freiburg)
- Der Schmied von Gent (1932, Berlín)
- Memnon (pouze náčrt)

### Orchestrální skladby
- Milostná píseň pro harfu a orchestr (ztraceno, 1896)
- Scherzo (1899)
- Symfonie a-moll op. 1 (finále ztraceno, 1899)
- Scherzo pro smyčcový orchestr (1900)
- Intermezzo op. 8 pro smyčcový orchestr (později součást Romantické suity, 1900)
- Ekkehard, symfonická předehra pro velký orchester a varhany op. 12 (1902–1903)
- Romantická suita op. 14 (1903)
- Fantastická předehra op. 15 (1904)
- Der Geburtstag der Infantin, suita podle pohádky Oscara Wilda pro komorní orchestr (1905)
- Festwalzer und Walzerintermezzo (1908)
- Valse lente (1908)
- Ein Tanzspiel pro velký orchestr (1908–1909)
- Nokturno z opery Der ferne Klang (1909)
- Předehra k dramatu (sestaveno z částí opery Die Gezeichneten, 1913)
- Komorní symfonie (také pro větší obsazení jako Sinfonietta, 1916)
- Symfonická mezihra z opery Der Schatzgräber (1918)
- Malá suita pro komorní orchestr (1928)
- Čtyři malé skladby pro velký orchestr (1929–1930)
- Předehra k velké opeře (z nedokončené opery Memnon, 1933)

### Další díla (výběr)
- Sonáta pro housle a klavír, 1898
- König Tejas Begräbnis pro mužský sbor a orchestr (slova Felix Dahn, 1899)
- Žalm 116, op.6pro ženský sbor a orchestr (1900)
- Schwanengesang, op.11 (text Dora Leen pro sbor a orchestr (1902)
- Fünf Gesänge (1909, instrumentace 1922)
- Der Wind (pantomima pro housle, violoncello, klarinet, lesní roh a klavír, 1909)
- Zwei lyrische Gesänge (slova Walt Whitman, 1923, instrumentace 1929 pod titulem Vom ewigen Leben)
- Das Weib des Intaphernes (melodram, slova Eduard Stucken, 1932–1933)
- cca 40 písní